# Nick Woud
Nick Woud (9 d'abril del 1955) és un dels timbalers de l'Orquestra Reial del Concertgebouw. Va estudiar Percussió i Timbals al Conservatori d'Amsterdam amb Jan Labordus i Jan Pustjens, ambdós de l'Orquestra Reial del Concertgebouw. Des dels 18 anys ha tocat amb aquesta orquestra, amb l'Orquestra de Cambra dels Països Baixos i amb totes les principals orquestres holandeses. Als 22 anys va entrar a l'Orquestra Filharmònica de la Ràdio dels Països Baixos (dirigida per Edo de Waart), primer com a percussionista i el 1984 com a timbaler. El maig del 2002 Nick Woud va guanyar una plaça a l'Orquestra Reial del Concertgebouw, compartint el lloc de solista de timbals amb Marinus Komst.
Woud és molt conegut per la seva tasca pedagògica, tant en el Conservatori d'Amsterdam com a través dels seus llibres d'estudis de timbals.